# Бруэм, Генри
Генри Джей Бру́эм (англ. Henry J. Brougham; 8 июля 1888, Веллингтон Колледж, Беркшир, Великобритания — 18 февраля 1923, Ла-Круа-Вальме, Вар, Франция) — британский игрок в рэкетс и регби, призёр летних Олимпийских игр.
Бруэм участвовал в одиночном турнире по рэкетсу на летних Олимпийских играх 1908 в Лондоне. Он сразу вышел в полуфинал, однако проиграл в нём Генри Лифу и занял третье место.
Также Бруэм был членом сборной по регби и провёл за неё четыре матча.